# 国家非常事態委員会
国家非常事態委員会（こっかひじょうじたいいいんかい、ロシア語: Государственный комитет по чрезвычайному положению、略称:ГКЧП、ラテン文字表記の例：Gosudarstvennyi Komitet po Chrezvechainomu Polozheniyu、GKChP）は、1991年8月19日にソ連で設立された、8人の政府高官で構成された国家委員会。当時ミハイル・ゴルバチョフ大統領が推進していた新連邦条約の締結阻止を掲げてクーデターの成立を狙ったが失敗し、3日後の8月21日に解散した（ソ連8月クーデター）。

## 概要
メンバーは以下の8名からなる。
- ゲンナジー・ヤナーエフ：ソ連副大統領
- ヴァレンチン・パヴロフ：ソ連首相
- ボリス・プーゴ：内務大臣
- ウラジーミル・クリュチコフ：ソ連国家保安委員会（KGB）議長
- ドミトリー・ヤゾフ：国防大臣（ソ連邦元帥）
- オレグ・バクラーノフ：国防会議（ロシア語版、英語版）第一副議長
- ワシリー・スタロドゥプツェフ：ソ連農業同盟議長
- アレクサンドル・チジャコフ：ソ連産業・建設・運輸・通信・国家企業・企業合同協会会長

彼らはクリミア・フォロスの別荘で休暇中のゴルバチョフを軟禁し、大統領辞任を迫ったが拒否された。ロシア連邦共和国の首都モスクワでは、共和国大統領のボリス・エリツィンら急進改革派と市民がクーデターに抵抗し、8月21日にはクーデターは失敗、国家非常事態委員会は解散した。
ソ連共産党への批判が高まる中、8月24日にはゴルバチョフがソ連共産党書記長を辞任し、同時にソ連共産党の解党を宣言。国家非常事態委員会が締結阻止をはかった新連邦条約も結局調印されずに破棄され、12月8日にはソ連の消滅と独立国家共同体の創立を宣言したベロヴェーシ合意が成立、12月25日にゴルバチョフが大統領を辞任してソ連は崩壊した。

## 評価
モスクワ国立大学の歴史学者・政治学者のドミトリー・アンドレーエフはGKChPの声明が、企業活動の自由、民主主義、犯罪の取り締まりなど国民生活に直結する課題を挙げていたことに着目している。
国家戦略協議会のヴィクトル・ミリタリョーフは、首尾よく行動していれば、GKChPが政権に居座り続ける可能性もあったと見ている。PRのまずさも手伝って威圧的な一派だと誤解されたが、独裁を求めていたわけではなく単に連邦の解体を阻止しようとしていただけであった。彼らが一定期間政権を手中に収めていたとしても、実質的にはゴルバチョフと大差ない改革路線を継続したであろうとも言われている。
ロシア国内では、国の崩壊を食い止めたいという実行者らの良心から発生したものであったと擁護する声も多いが、それでもこのような政変劇は認められないという評価が一般的である。